# عمر كسار
عمر كسار لاعب كرة قدم سعودي ، يلعب مهاجم .
لعب سابقاً لأندية الحمادة و الفيصلي و الكوكب و المجزل و الوشم و نجد و المحمل.
حقق كأس العالم لذوي الاحتياجات الخاصة مع المنتخب السعودي في بطولتي 2006 و 2010 و حقق لقب الهداف في بطولة 2006 .